# Birds
A Birds (magyarul: Madarak) egy dal, amely Hollandiát képviselte a 2013-as Eurovíziós Dalfesztiválon. A dalt a holland Anouk adta elő angol nyelven Malmőben.

## Az Eurovíziós Dalfesztivál

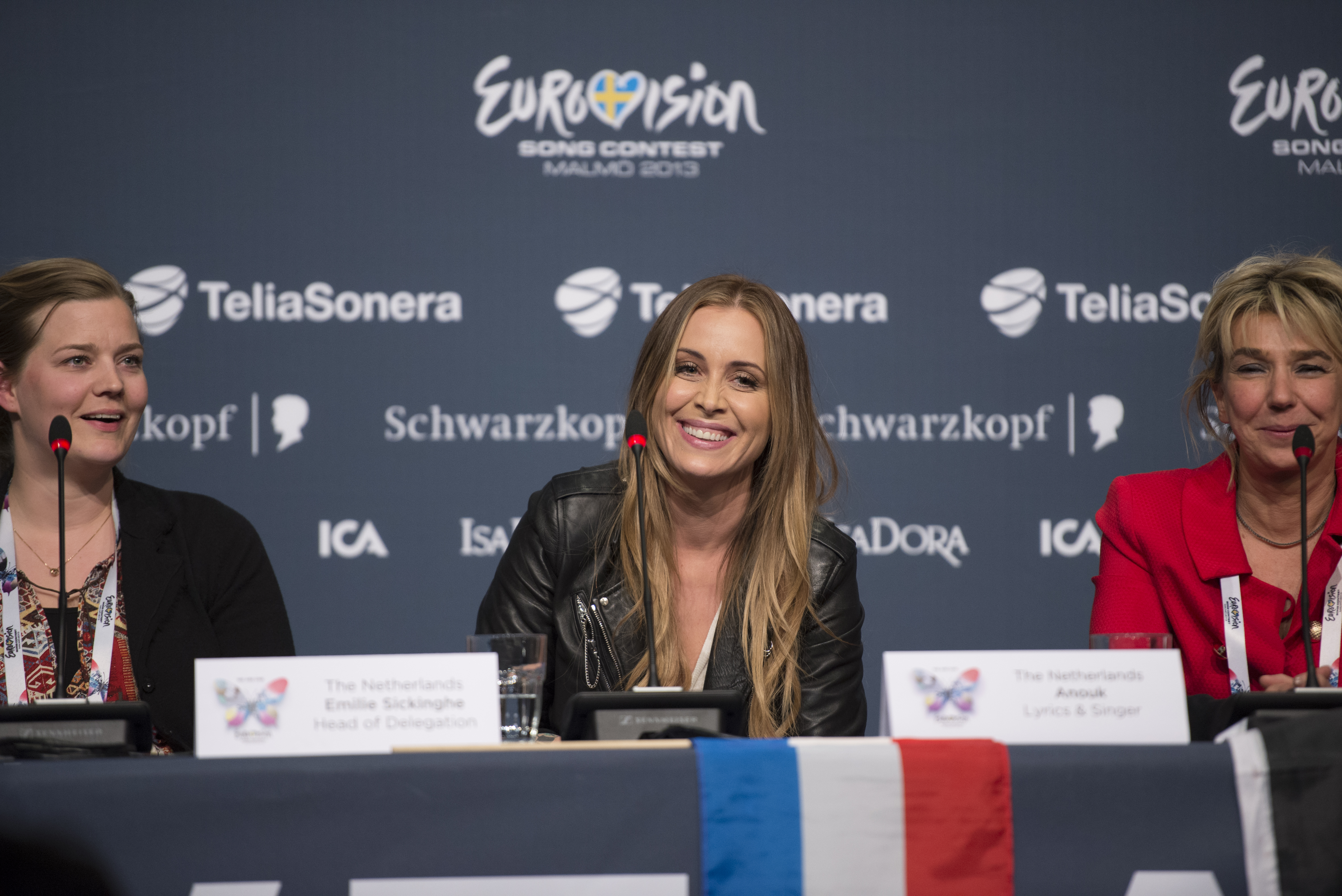
Anouk a sajtótájékoztatón

A dal címét és előadóját 2013. március 11-én jelentette be a holland műsorsugárzó.
Anouk az Eurovíziós Dalfesztiválon a dalt először a május 14-én megrendezett első elődöntőben adta elő, a fellépési sorrendben nyolcadikként az ukrán Zlata Ognevich Gravity című dala után, és a montenegrói Who See Igranka című dala előtt. Az elődöntőben 75 ponttal a 6. helyen végzett, így továbbjutott a döntőbe.
A május 18-án rendezett döntőben a fellépési sorrendben huszonkettedikként adta elő az örmény Dorians Lonely Planet című dala után, és az román Cezar It’s My Life című dala előtt. A szavazás során 114 pontot szerzett, Belgiumtól begyűjtve a maximális 12 pontot. Ez a 9. helyet jelentette a huszonhat fős mezőnyben.
A következő holland induló a The Common Linnets volt Calm After the Storm című dalukkal a 2014-es Eurovíziós Dalfesztiválon.